# Епископ далматински Димитрије
Димитрије Бранковић (Темишвар, 8. јула 1868 – Раковац, 1938) био је епископ далматински.

## Биографија
Епископ Димитрије (Бранковић) рођен је у Темишвару 8. јула 1868. године. Световно име му је било Добривој. На трону Епархије далматинске (негдје се наводи и као епископ задарски) налазио се од 1913. до 1920.
Епископ далматинско-истарски Димитрије Бранковић у и име своје епархије и у име Бококоторско-дубровачке (која је остала без епископа) обратио се Светом
архијерејском синоду Карловачке митрополије 29. децембра 1918. "ради поновнога примања у крило матере Цркве Митроnолије карловачке, камо је тај део Српске православне цркве припадао до 1874. године из чисто политичко- државних разлога, који су сада распадом Аустро-Угарске монархије престали". Учествовао је у раду прве конференције српских православних архијереја која је одржана 18. децембра у Сремским Карловцима на којој је изгласано уједињење свих српских епархија у јединствену организацију.
Био је и члан привременог Одбора коме је повјерена прва организација уједињење цркве до њеног коначног уређења. Умировљен је на властити захтјев. Преминуо је у манастиру Раковац 28. јануара 1938.

## Референца
1. ↑  „Далматинска епархија”. Ходочасник. Приступљено 25. 1. 2022.
2. ↑  Вуковић, Сава (1998). „ПОДСЕЋАЊЕ НА ЈЕДНО ИСТОРИЈСКО САБРАЊЕ СРПСКИХ АРХИЈЕРЕЈА У СРПСКОМ СИОНУ ПРЕ 80 ГОДИНА”. Каленић. 6: 2—4.